# Agrupació Electoral José María Ruiz Mateos
Agrupació Electoral José María Ruiz Mateos fou un partit polític espanyol fundat per l'empresari José María Ruiz-Mateos arran de l'expropiació del seu holding d'empreses "Rumasa" per part de l'Estat. El nom complet del partit polític és "Partido del Trabajo y Empleo-Agrupación Ruiz-Mateos", tal com figura en el registre de partits polítics del Ministeri de l'Interior espanyol amb data del 30 d'agost de 1989. La seva activitat política va durar cinc anys, obtenint representació institucional únicament en els primers comicis que es va presentar l'agrupació, assolint dos escons en el Parlament europeu. Els resultats obtinguts pel partit en la seva breu història van ser els següents: 
| Eleccions al               | Vots    | %    | Diputats Regidors |
| -------------------------- | ------- | ---- | ----------------- |
| Parlament Europeu 1989     | 608.560 | 3,84 | 2                 |
| Congrés dels Diputats 1989 | 219.883 | 1,07 | 0                 |
| Municipals 1991            | 23.404  | 0,12 | 0                 |
| Congrés dels Diputats 1993 | 54.518  | 0,23 | 0                 |
| Parlament Europeu 1994     | 82.410  | 0,44 | 0                 |